# Herb Kolonowskiego
Herb Kolonowskiego – symbol miasta i gminy Kolonowskie, ustanowiony 6 lipca 1982.

## Wygląd i symbolika
Herb przedstawia na tarczy dwudzielnej w słup w polu prawym, błękitnym, połowę złotego orła górnośląskiego. Pole lewe zielone, dwudzielne w pas czarną linią. W górnym czarny świerk, w dolnym czarna sylwetka zakładu przemysłowego. Herb nawiązuje do przynależności Kolonowskiego do Górnego Śląska, jego położenia wśród lasów oraz miejscowego przemysłu. Herb jest niepoprawny heraldycznie, dlatego w 2020 rozpoczęto prace nad nowym herbem miasta, nawiązującym do herbu rodziny Collonów (biała kolumna ze złotą koroną w polu czerwonym).